# Îles de Los
Îles de Los ([il də lo]) jsou skupinou ostrovů ležících u pobřeží Konakry v Guineji, na západním pobřeží Afriky. Jejich název pochází z portugalského Ilhas dos Ídolos, což znamená „ostrovy idolů“. Nacházejí se asi dva kilometry (jednu námořní míli) od výběžku, který tvoří jižní hranici zálivu Sangareya.
Ostrovy jsou známé především svými plážemi a zalesněným vnitrozemím a jsou oblíbeným cílem turistů. Z Konakry na ostrovy jezdí trajekty.

## Geografie
Existují tři hlavní ostrovy: Tamara (Fortoba), Kassa a Roume. Menší ostrovy a ostrůvky na jižní polovině souostroví zahrnují Île de Corail, Île Blanche, Île Cabris, Île Poulet, Îlot Cabri a Îlot de la Bouteille.

### Tamara
Na ostrově Tamara se nachází maják Île Tamara. Dříve se zde nacházelo vězení.

### Kassa
Dříve známý jako Ostrov továren, jeho dnešní název je odvozen z portugalského slova casa, které znamená „dům“.

## Geologie
Kruhový tvar souostroví Îles de Los napovídá o jeho původu jako vulkanické struktury – magmatického tělesa vzniklého uprostřed sedimentů západoafrického kontinentálního šelfu. Jeho vznik se datuje do období křídy, v době otevírání jižního Atlantiku. Stejné geologické procesy daly vznik i nedaleké hoře Kakoulima v Guineji a pahorkatinám v okolí Freetownu v Sieře Leone. Souostroví je tvořeno vzácnou horninou syenitem, která se nachází i v obdobných vulkanických strukturách jako Monteregiánské kopce v Québecu nebo Ilimaussaq v Grónsku.

## Historie
Ostrovy jsou osídleny již dlouho a sehrály významnou roli v transatlantickém obchodu s otroky. Na ostrovech se původně mluvilo dialektem kaloum (nebo kalum), což je varianta jazyka baga, kterým hovořil zdejší etnický kmen Baga.
V roce 1755 zde Miles Barber z African Company of Liverpool založil obchodní stanici (v té době označovanou jako faktorie), kde zaměstnával dělníky zkušené v opravě lodí i lodivody pro místní řeky. Díky tomu se ostrov Kassa stal známým jako Ostrov továren.
V roce 1812 byl na ostrovech zatčen Samuel Samo, nizozemský obchodník s otroky, a převezen do Freetownu v Sieře Leone, kde stanul před Viceadmiralitním soudem. Byl prvním člověkem souzeným podle britského zákona o obchodu s otroky z roku 1811.

### Britské vlastnictví (1818–1904)
Charles MacCarthy, guvernér Sierry Leone, podepsal 6. července 1818 smlouvu s Mangém Dembou, kterou byly ostrovy postoupeny Britskému impériu výměnou za roční rentu. McCarthy poté požádal Petera Machlana, chirurga 2. západoindického pluku, aby sepsal zprávu o ostrovech a okolních oblastech. Ta byla publikována pod názvem Travels into the Baga and Soosoo country during the year 1821.

### Součást Francouzské Guineje (1904–1958)
Po návštěvě Eduarda VII. ve Francii a následné návštěvě francouzského prezidenta Émila Loubeta v Británii podepsaly obě vlády dne 7. dubna 1904 dohodu známou jako Srdečná dohoda. Mimo jiné bylo v jejím rámci rozhodnuto o předání Îles de Los Francii výměnou za vzdání se francouzských rybářských práv na Newfoundlandu. Ostrovy byly v červenci 1904 začleněny do Francouzské Guineje, která byla součástí Francouzské Západní Afriky. Prvním francouzským koloniálním správcem byl Scipio O'Connor.